# Argenso
Argenso war eine kleine spanisches Masseneinheit (Gewicht) in Katalonien.
- 1 Argenso = 0,125 Lot (Preußen = 16,667 Gramm) = 2,083 Gramm[1]

Die Maßkette war
- 1 Quintal = 4 Arrobas = 104 katalan. Libras (= 401 Gramm) = 156 Marcos = 1248 Oncas = 4992 Quartas = 19968 Argensos = 718848 Granos